# تريسي مان
تريسي مان (بالإنجليزية: Tracy Mann)‏ هي ممثلة أسترالية، ولدت في 1957 بأديلايد في أستراليا.

## وصلات خارجية
- تريسي مان على موقع IMDb (الإنجليزية)
- تريسي مان على موقع ألو سيني (الفرنسية)
- تريسي مان على موقع أول موفي (الإنجليزية)
- تريسي مان على موقع قاعدة بيانات الأفلام السويدية (السويدية)
- تريسي مان على موقع قاعدة بيانات الفيلم (الإنجليزية)
- تريسي مان على موقع كينوبويسك (الروسية)